# Hartmeyeria hupferi
Hartmeyeria hupferi is een zakpijpensoort uit de familie van de Pyuridae. De wetenschappelijke naam van de soort is, als Ctenicella hupferi, voor het eerst geldig gepubliceerd in 1909 door Hartmeyer.